# Mikołaj z Łęczycy
Mikołaj z Łęczycy (ur. prawdopodobnie przed 1387, zm. 18 kwietnia 1450) – polski dominikanin i inkwizytor.

## Życiorys
Pochodził z Łęczycy. Prawdopodobnie wstąpił do zakonu dominikanów w konwencie krakowskim. W latach 1421–1423 był wykładowcą sentencji w konwencie krakowskim i przed rokiem 1436 uzyskał stopień bakałarza teologii. W roku 1427 sprawował funkcję przeora konwentu poznańskiego oraz inkwizytora. Wiadomo, że na urząd inkwizytorski mianował go prowincjał polskiej prowincji dominikańskiej Mikołaj z Pniew (zm. 1431). Jego jurysdykcja początkowo obejmowała jedynie diecezje gnieźnieńską i poznańską, jednak najpóźniej w 1439 została rozszerzona także na diecezje płocką i włocławską. W sierpniu 1436 uzyskał przywilej od króla Władysława III, na mocy którego świeccy urzędnicy w całym Królestwie Polskim zobowiązani zostali do udzielania mu pomocy.
Mikołaj z Łęczycy jest jednym z nielicznych polskich inkwizytorów, których działalność antyheretycka jest częściowo udokumentowana źródłowo. W 1438 poświadczona jest jego obecność w Żninie w archidiecezji gnieźnieńskiej. W latach 1439–1443 uczestniczył w przesłuchaniach podejrzanych o husytyzm mieszkańców Zbąszynia w diecezji poznańskiej. Blisko współpracował z biskupem poznańskim Andrzejem Bnińskim. Wiadomo też, że w 1440 biskup płocki Paweł Giżycki poprosił go o pomoc w zwalczaniu herezji husyckiej w Płocku.
Losy Mikołaja po roku 1443 nie są znane. Jego zgon odnotowano w nekrologu krakowskich dominikanów pod datą 18 kwietnia 1450.